# 山本昌弘 (会計学者)
山本 昌弘（やまもと まさひろ、1960年9月13日 - ）は、日本の会計学者。奈良県出身。

## 経歴
1984年同志社大学商学部卒業、1989年京都大学大学院経済学研究科経営学専攻博士単位修得。
ロンドン大学ビジネススクール助教授、東北大学経済学部助教授などを歴任し、2000年明治大学商学部教授に就任。その間イギリスヘンリー・マネジメントカレッジ研究員、アイオワ大学研究員を歴任。

## 主な著書
- 良い会社　悪い会社
- キャリアアップの投資術
- 戦略的投資決定の経営学
- 多元的評価と国際会計の理論
- 国際会計の教室